# Bürgerort

Bürgerrechtsurkunde der Stadt Zürich

Der Bürgerort (auch Heimatort bzw. Ort der Heimatberechtigung; französisch Lieu d'origine, italienisch Luogo di attinenza, rätoromanisch Lieu d'origin) ist in der Schweiz die Gemeinde (beziehungsweise im Kanton Appenzell Innerrhoden der Landesteil), in der ein Bürger der Schweiz sein Heimatrecht hat. Der Bürgerort kann, muss aber nicht mit dem Geburtsort oder Wohnort übereinstimmen. Heutzutage ist die Heimatberechtigung an einem Bürgerort von geringerer praktischer Bedeutung als in früheren Zeiten, ist aber im Schweizer Pass und auf der Schweizer Identitätskarte eingetragen, während in anderen Ländern stattdessen der Geburtsort an entsprechender Stelle vermerkt ist.
Der Erwerb der Schweizer Staatsbürgerschaft, die sich aus drei Bürgerrechten zusammensetzt (Gemeinde, Kanton und Bund), ist daher gleichzeitig der Erwerb des Bürgerrechts einer spezifischen Gemeinde und somit mit der politischen Partizipation im Schweizer Staatswesen verbunden.

## Geschichte
In der Alten Eidgenossenschaft, aber auch in zahlreichen anderen früheren Herrschaften, war der Bürgerort der Ort, in dem die Vorfahren gelebt und Rechte und Pflichten erworben hatten und dadurch heimatberechtigt waren. Der Bürgerort war derjenige Ort, in dem ein Bürger Rechte an den gemeinsamen Gütern hatte; dazu gehörten zum Beispiel Allmendweide und Holzgerechtigkeiten, also geldwerte Vorteile. Am Bürgerort hatte er zudem dem Landesherrn seine Wehrkraft zur Verfügung zu stellen. Wer dort hinzukam, hatte sich in der Regel wie ein neuer Gesellschafter in ein Unternehmen einzukaufen.
Der Bürgerort war es auch, der für seine Bürger aufkommen musste, falls diese verarmten und ihren Lebensunterhalt nicht mehr selbst bestreiten konnten. Daher versuchten im 19. Jahrhundert etliche in finanziellen Schwierigkeiten steckende Schweizer Gemeinden ihre Armen loszuwerden, indem sie ihnen die Überfahrt nach Amerika bezahlten und sie im Gegenzug auf ihr Bürgerrecht verzichten liessen.

## Erwerb
Mit dem Erwerb des Schweizer Bürgerrechts durch Geburt, Adoption oder Einbürgerung wird gleichzeitig das Bürgerrecht einer Gemeinde erworben. Diese Gemeinde ist der Bürgerort.
Durch Geburt erhält ein Kind den Bürgerort des Elternteils, dessen Namen es trägt (Art. 271 ZGB). Früher war das generell der Bürgerort des Vaters. Dieser Bürgerort muss nicht mit dem Wohnort der Familie übereinstimmen, sondern wird quasi „vererbt“.
Früher erlangte eine Schweizer Bürgerin durch die Heirat den Bürgerort ihres Schweizer Ehemannes und verlor dabei ihren bisherigen Bürgerort, den sie als Ledige hatte. Auch nach einer Scheidung behielt die Frau den so erworbenen Bürgerort. Im ausgehenden 20. Jahrhundert erfolgte eine Änderung, wonach die Ehefrau zwar weiterhin den Bürgerort des Ehemannes erwarb, aber durch Heirat ihren ursprünglichen Bürgerort nicht mehr verlor. Seit Inkrafttreten des neuen Namens- und Bürgerrechts per 1. Januar 2013 hat die Heirat keinen Einfluss mehr auf das Bürgerrecht der Ehefrau, diese behält ihr eigenes Bürgerrecht als einziges Bürgerrecht (Art. 161 ZGB).
Bei der Einbürgerung erwirbt jemand das Bürgerrecht der Gemeinde, in der er wohnt. Voraussetzung ist in der Regel, mehrere Jahre dort gewohnt zu haben und integriert zu sein. Das Bürgerrecht der Wohngemeinde können sowohl Ausländer als auch Schweizer beantragen. Letztere erhalten dadurch die Möglichkeit, mehrere Bürgerorte zu besitzen und an den Versammlungen der Bürgergemeinde (die vielerorts von der politischen Gemeinde unabhängig ist) teilzunehmen und dort abzustimmen. Ehefrauen eines Schweizers oder Ehemänner einer Schweizerin, welche für die erleichterte Einbürgerung in Frage kommen, erwerben das Kantons- und Gemeindebürgerrecht des schweizerischen Ehegatten (Art. 21 Abs. 4 BüG). Gewisse Kantone setzen bei der Einbürgerung eine beschränkte Anzahl an weiteren Gemeinde- und Kantonsbürgerrechte voraus. So darf ein Einbürgerungswilliger im Kanton Solothurn maximal ein weiteres Kantonsbürgerrecht und maximal zwei weitere solothurnische Gemeindebürgerrechte besitzen.
Formal ist es die Bürgergemeinde (in einigen Kantonen sowie historisch auch Burgergemeinde genannt), die das Bürgerrecht erteilt. An diese Erteilung ist das Bürgerrecht des Kantons und der Eidgenossenschaft geknüpft. Der früher sehr grosse Spielraum der Gemeinde bezüglich der Voraussetzungen und des Verfahrens wird in jüngerer Zeit zunehmend durch Vorgaben des Kantons und des Bundes eingeschränkt, welche die Rechtsgleichheit wahren sollen. So sind einfache Abstimmungen über Einbürgerungsgesuche nicht mehr erlaubt, weil sie nicht begründet wären (Art. 16 BüG), und beispielsweise im Kanton Zürich wird das Bürgerrecht seit 2021 durch den Kanton abschliessend geregelt, womit die Gemeinden keine weiteren Voraussetzungen mehr erlassen können.

## Bedeutung

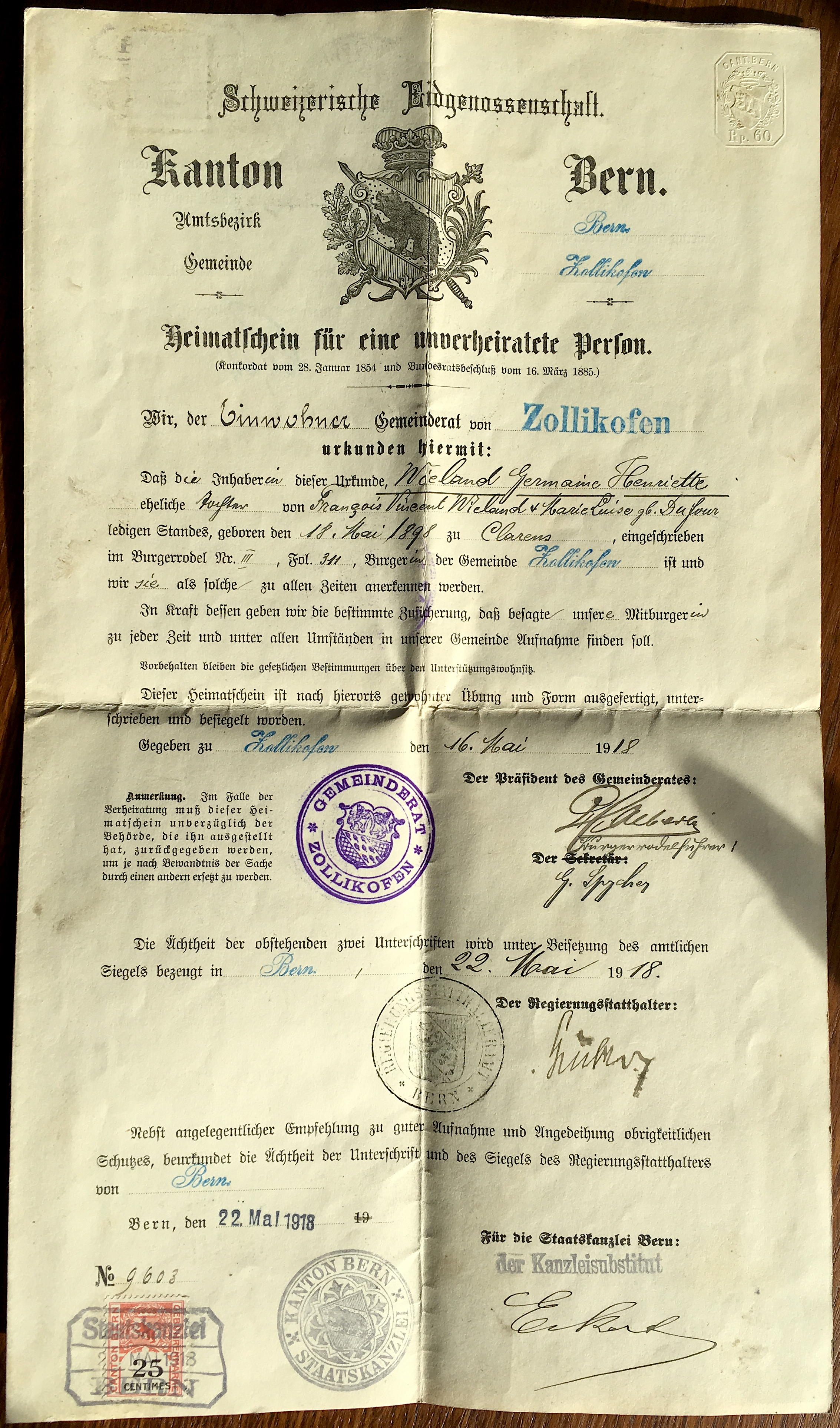
Heimatschein der Gemeinde Zollikofen im Kanton Bern, 1918

Viele Schweizer haben nie im Bürgerort gewohnt. Der Bürgerort muss aber in etlichen Formularen angegeben werden. Lange Zeit wurde am Bürgerort das Familienregister geführt, das Aufschluss über Geburt, Heirat, Tod und Bürgerrecht gab. 2004 wurde dieses durch das Personenregister ersetzt, das gesamtschweizerisch vom System Infostar verwaltet wird. Der Bürgerort stellt den Heimatschein aus, der bei der Wohngemeinde für die Dauer des Aufenthaltes zu hinterlegen ist.
Der Heimatort ist auf der Identitätskarte und im Pass aufgeführt. Bei der Ausarbeitung des Ausweisgesetzes wurde geprüft, ihn in diesen Dokumenten durch den Geburtsort zu ersetzen. Die Idee wurde jedoch wieder fallen gelassen.
Für die Ausübung der politischen Rechte in kantonalen und kommunalen Angelegenheiten ist nicht der Bürgerort, sondern der Wohnsitz massgebend, solange der Bürger in der Schweiz wohnhaft ist. Eine Ausnahme besteht jedoch bei Fahrenden ohne festen Wohnsitz, welche an ihrem Heimatort stimmen (Art. 3BPR). Auslandschweizer üben ihre politischen Rechte auf eidgenössischer Ebene generell in ihrer letzten Schweizer Wohnsitzgemeinde aus. Nur wenn eine solche nicht existiert, können sie an ihrem Heimatort stimmen (Art. 18ASG). Den Kantonen steht es frei, ob sie Auslandsschweizern politische Rechte auf kantonaler und kommunaler Ebene einräumen. Dies gilt auch für Ständeratswahlen.
In Bezug auf die örtliche Zuständigkeit von Gerichten hat der Bürgerort in Binnenfällen keine Bedeutung. So sieht die Schweizerische Zivilprozessordnung vor, dass für Klagen gegen eine natürliche Person grundsätzlich das Gericht am Wohnsitz zuständig ist (Art. 10 ZPO). In internationalen Fällen kann der Bürgerort jedoch subsidiär relevant sein: So sind z. B. «die Behörden des Heimatkantons», d. h. die für den Bürgerort zuständigen Gerichte bzw. Behörden, für Namensänderungen von Auslandschweizern zuständig (Art. 38 IPRG), oder es kann «am Heimatort» (d. h. Bürgerort) auf Ungültigerklärung der Ehe geklagt werden (Art. 45a IPRG). Auch in Bezug auf Kindesverhältnisse (z. B. Art. 67 IPRG) oder im Erbrecht spielt der Heimat- bzw. Bürgerort noch eine subsidiäre Rolle für die Zuständigkeit: «War der Erblasser Schweizer Bürger mit letztem Wohnsitz im Ausland, so sind die schweizerischen Gerichte oder Behörden am Heimatort zuständig, soweit sich die ausländische Behörde mit seinem Nachlass nicht befasst.» (Art. 87 IPRG).
In vielen Schweizer Gemeinden bestehen heute noch Bürgergemeinden mit eigenem Vermögen neben den Einwohnergemeinden, wobei die Grenzen nicht deckungsgleich sein müssen. Aktive Bürgergemeinden dienen unter anderem der kulturellen Identitätsstiftung, befinden aber auch über die Verleihung des Ortsbürgerrechts. Mancherorts haben heute aber die Einwohnergemeinden Aufgaben der Bürgergemeinden (insbesondere Einbürgerungen) übernommen.
Es besteht für den Heimatort grundsätzlich keine Verpflichtung mehr, seinen Bürgern Sozialhilfe zu leisten. Diese Aufgabe wird nach der Regelung des Zuständigkeitsgesetzes vom Wohnort – ungeachtet des Bürgerrechts – wahrgenommen. Hierdurch hat auch die Möglichkeit der Heimatgemeinde, in bestimmten Fällen gegen die Begründung eines Vater-Kinds-Verhältnisses Einspruch zu erheben, an Bedeutung verloren. Der Heimatort bzw. der Kanton, in dem der Bürgerort liegt, kamen noch bis 2017 für die Kosten der Sozialhilfe auf, wenn ein Bürger in den ersten zwei Jahren seiner Ankunft in einer neuen Gemeinde bedürftig wurde oder wenn er ohne festen Wohnsitz war. Die ständerätliche Kommission für soziale Sicherheit und Gesundheit empfahl jedoch der Bundesversammlung, diese Pflichten des Heimatortes aus dem Bundesgesetz über die Zuständigkeit für die Unterstützung Bedürftiger zu streichen. Im Jahr 2012 entschied der Ständerat einstimmig mit 43 Stimmen und der Nationalrat mit 168 zu 22 Stimmen, diese letzte Bedeutung des Heimatortes aufzulösen. Das hatte zur Folge, dass nun der Wohnsitz bei Sozialhilfefällen keine Rückerstattung mehr vom Heimatort/Bürgerort fordern kann.
Da das Gemeindebürgerrecht für den Erwerb des Schweizer Bürgerrechts Voraussetzung ist, ist die Verleihung des Bürgerrechts durch eine Gemeinde bei der ordentlichen Einbürgerung bedeutsam.

## Geburtsort in Formularen
Ein praktisches Problem der Nennung nur des Bürgerorts (nicht aber des Geburtsorts) in Schweizer Ausweisdokumenten ist, dass in nicht-schweizerischen Formularen oft der Geburtsort gemäss offiziellem Dokument einzutragen ist, in den amtlichen Dokumenten der Schweiz jedoch ausschliesslich der Bürgerort steht.

## Gemeindereformen
Durch Gemeindereformen kann sich der Bürgerort einer Person ohne sein Zutun ändern. Beispiele sind:
- Gemeinden, die den Kanton wechseln
- Gemeinden, die einem neu gegründeten Kanton zugeordnet werden (zuletzt Kanton Jura)
- Gemeindefusionen

Überdies können Gemeinden ihren Namen ändern.

### Gemeindefusionen
Bei Gemeindefusionen erhalten Personen mit Bürgerrecht von sich zusammenschliessenden Gemeinden das Bürgerrecht der neuen politischen Gemeinde.
In einigen Kantonen bzw. ehemaligen Gemeinden ist es möglich, den früheren Bürgerort in Klammern eintragen zu lassen. Der Eintrag erscheint dann auch so auf Identitätskarten und im Pass.

### Auswirkungen
Ausgestellte Ausweise mit dem früheren Bürgerort behalten ihre Gültigkeit, bei Erneuerung kann es aber erforderlich sein, den aktuellen Gemeindenamen nachzusehen.

## Liechtenstein
Der Heimatort spielt in Liechtenstein eine ähnliche Rolle wie in der Schweiz. Der Heimatort stellt insbesondere auch den Heimatschein aus.
Früher wurde in den Führerscheinen des Fürstentums Liechtenstein der Heimatort eingetragen, mittlerweile wie international üblich der Geburtsort.